# Fuoco amico - La storia di Davide Cervia
Fuoco amico - La storia di Davide Cervia è un film documentario del 2014 scritto e diretto da Francesco Del Grosso, che racconta le indagini e i retroscena dietro la scomparsa di Davide Cervia, avvenuta nel 1990 a Velletri.
Vincitore del Premio Safiter al Salento Finibus Terrae e della Menzione Speciale della Giuria all'Est Film Festival, il film è stato portato in concorso al Bari International Film Festival.

## Trama
Il documentario racconta la vicenda di Davide Cervia, un militare italiano esperto in guerra elettronica scomparso il 12 settembre 1990, e i successivi 24 anni di ricerche. Sebbene il caso sia stato archiviato dal Governo italiano come "rapimento per mano di ignoti", la famiglia Cervia ha continuato a combattere per portare alla luce la verità.

## Accoglienza

### Critica
(Monica Straneiero)

## Riconoscimenti
- Premio Safiter al Salento Finibus Terrae
- Menzione Speciale della Giuria all'Est Film Festival